# Polina Horodnycha
Polina Horodnycha –en ucraniano, Поліна Городнича– (16 de diciembre de 2005) es una deportista ucraniana que compite en gimnasia rítmica, en la modalidad individual. Ganó una medalla de plata en el Campeonato Europeo de Gimnasia Rítmica de 2023, en la prueba por equipos.

## Palmarés internacional
| Campeonato Europeo | Campeonato Europeo | Campeonato Europeo | Campeonato Europeo   |
| Año                | Lugar              | Medalla            | Prueba               |
| ------------------ | ------------------ | ------------------ | -------------------- |
| 2023               | Bakú (Azerbaiyán)  | Medalla de plata   | Concurso por equipos |